# 詹姆斯·哈斯凱爾
詹姆斯·哈斯凱爾（英語：James Haskell；1985年4月2日—）是一位英格蘭橄欖球運動員。他是英格蘭國家橄欖球隊的一員，代表英格蘭參加了2015年世界盃橄欖球賽。